# 피에르 2세 드 쿠르트네

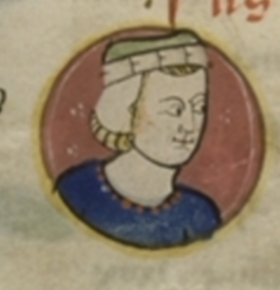

피에르 2세 드 쿠르트네(프랑스어: Pierre II de Courtenay, ? ~ 1219년)은 콘스탄티노폴리스의 라틴 제국의 황제(재위: 1216년 ~ 1217년)이다. 그는 루이 6세의 손자이자 피에르 1세 드 쿠르트네의 차남이다.

## 생애
피에르는 첫 번째 결혼으로 영지를 얻고 두 번째로는 라틴제국의 보두앵 1세와 에노의 앙리의 여동생 플랑드르의 욜란다와 결혼했다. 그는 사촌 필리프 2세를 따라 제3차 십자군에 원정했고 다시 프랑스로 돌아와서는 알비 십자군에 참여했다.
1216년 라틴제국의 황제인 앙리가 후사없이 죽자 그는 라틴 제국의 황제로 추대되었다. 당시 프랑스에 머물던 피에르는 1217년 그리스로 떠났는데, 로마에서 교황 호노리오 3세로부터 로마 성벽 바깥에서 대관식을 받았다. 교황은 그를 성 베드로 대성당에서 대관식을 치러주면 그가 서방황제의 지위도 요구할 것이 두려웠다. 그는 베네치아에서 배를 빌려, 베네치아 함대와 병력 5,500명과 함께 두라초(현재의 알바니아 두러스)를 점령하기 위해 출발했으나 두라초 정복에 실패하고 육로로 콘스탄티노폴리스로 진군했다. 그는 알바니아 산맥에서 에페이로스 공국의 테오도로스 콤네노스 두카스의 군대에 사로잡혀 감옥에 갇혔고 곧 죽은 것으로 보인다.
라틴 제국의 재위는 해로를 통해 콘스탄티노폴리스로 그의 아내 욜란다에게 넘어갔다.
| 전임 플랑드르의 앙리 | 제3대 라틴제국의 황제 1216년 - 1217년 | 후임 욜란다 |